# Condado de Washington (Misisipi)
El condado de Washington (en inglés: Washington County), fundado en 1827, es un condado del estado estadounidense de Misisipi. En el año 2000 tenía una población de 62.977 habitantes con una densidad poblacional de 34 personas por km². La sede del condado es Greenville.

## Geografía
Según la Oficina del Censo, el condado tiene un área total de 1971 km² (761 mi²), de la cual 1875 km² (723,9 mi²) es tierra y 91 km² (35,1 mi²) es agua.

## Demografía
En el 2000 la renta per cápita promedia del condado era de $ 25,757, y el ingreso promedio para una familia era de $30,324. El ingreso per cápita para el condado era de $13,430. En 2000 los hombres tenían un ingreso per cápita de $28,266 frente a $20,223 para las mujeres. Alrededor del 29.20% de la población estaba bajo el umbral de pobreza nacional.

## Condados adyacentes
- Condado de Bolivar (norte)
- Condado de Sunflower (noreste)
- Condado de Humphreys (este)
- Condado de Sharkey (sureste)
- Condado de Issaquena (sur)
- Condado de Chicot (oeste)

## Localidades
Ciudades
- Greenville
- Hollandale
- Leland

Pueblos
- Arcola
- Metcalfe

Áreas no incorporadas
- Avon
- Chatham
- Dunleith
- Elizabeth
- Estill
- Glen Allan
- Helm
- James
- Murphy
- Percy
- Riverside
- Stoneville
- Tralake
- Tribbett
- Wayside
- Winterville

## Principales carreteras
- U.S. Highway 82
- U.S. Highway 61
- U.S. Highway 278
- Carretera 1
- Carretera 12